# Tot esperant les oronetes
Tot esperant les oronetes (títol original en francès: En attendant les hirondelles, i àrab: طبيعة الحال, Ṭabīʿat al-ḥāl) és una pel·lícula franco-alemanya-algeriana dirigida per Karim Moussaoui, estrenada el 2017. Fou projectada a la secció «Un Certain Regard» al 70è Festival Internacional de Cinema de Canes i a la secció oficial del Festival de Cinema de Cartago. Ha estat subtitulada al català.

## Sinopsi
Avui, a Algèria, tres històries, tres generacions. Mourad, un promotor immobiliari divorciat, sent que tot se li escapa. L'Aïcha, una noia jove, està dividida entre el seu desig per Djalil i un altre destí promès. Dahman, un neuròleg, es veu atrapat de sobte en el seu passat, la vigília del seu casament. En l'agitació d'aquestes vides alterades que obliguen a tothom a prendre decisions decisives, el passat i el present xoquen per explicar la història de l'Algèria contemporània.

## Repartiment
- Mohamed Djouhri: Mourad
- Sonia Mekkiou: Lila
- Mehdi Ramdani: Djalil
- Hania Amar: Aïcha
- Chawki Amari: el pare d'Aïcha
- Hassan Kachach: Dahman
- Nadia Kaci: la dona
- Samir El Hakim: el germà
- Aure Atika: Rasha
- Saadia Gacem: Nadjla

## Premis
- 2016: Guanyador del premi d'ajuda a la creació de la Fundació Gan pel cinema.[5]
- Als 23a cerimònia dels Lumières va guanyar el premi a la millor primera pel·lícula.[6]